# Diego Fernández de Córdoba y Montemayor
Diego Fernández de Córdoba y Montemayor (1410-castillo de Baena, 16 de agosto de 1481) fue un ricohombre y militar castellano, I conde de Cabra y III señor de Baena, destacado por sus servicios militares durante el reinado de Enrique IV de Castilla. Era pariente cercano del rey Fernando el Católico.

## Biografía
Diego era miembro de la Casa de Córdoba, cuyo genearca fue Fernán Núñez de Témez, esposo de Leonor, hija del adalid y alguacil mayor de Sevilla, Domingo Muñoz, quienes estuvieron con el rey Fernando III en 1236 en la conquista de Córdoba. Sus padres fueron Juana de Montemayor y Córdoba y Pedro Fernández de Córdoba y Rojas, hijo del primer matrimonio de Diego Fernández de Córdoba con Sancha García de Rojas. Después de enviudar de Sancha, Diego volvió a casar con Inés de Ayala de quien tuvo a Marina Fernández de Córdoba, la madre de Juana Enríquez, a su vez, madre del rey Fernando el Católico quien llamaba tío al primer conde de Cabra.
Sucedió a su abuelo en el señorío de Baena y en los oficios de mariscal de Castilla, alguacil mayor, alférez mayor de Córdoba y alcalde de Cabra. El 30 de marzo de 1439 el monarca Juan II premió sus esfuerzos militares en la frontera con el Reino nazarí otorgándole el señorío de la villa de Cabra. No obstante, en el conflicto que enfrentaría al rey con los infantes de Aragón, Diego decidió apoyar a estos últimos, hecho que enfureció al soberano, llegándole a quitarle algunos de sus cargos públicos como alguacil mayor de Córdoba en favor de Pedro Fernández de Córdoba, señor de Aguilar. Este es probablemente el origen de la enemistad entre estas dos casas emparentadas.
Conseguido el perdón real, el 2 de septiembre de 1455 recibió del rey Enrique IV el título de conde de Cabra por sus servicios militares en la campaña granadina. Se trataba del primer título nobiliario que conseguían la totalidad de los Fernández de Córdoba y el tercero de toda Andalucía. En 1462 desempeñó un papel relevante en la toma de Archidona, hecho por el que se le entregó la villa de Castro del Río, de la que no tomó posesión, por lo que se le concedieron a cambio la alcaidía de Alcalá la Real y la donación de las villas de Iznájar, Rute y Zambra.
Durante la guerra por la sucesión a la Corona castellana entre Enrique IV y su hermanastro Alfonso de Castilla, se mantuvo fiel al monarca. Por este hecho el rey le cedería la villa de Alcalá la Real, de la que ya era alcaide, así como la de Castillo de Locubín. Tras la muerte de Alfonso de Castilla en 1468, se decantó por Isabel la Católica para ocupar el trono, queriendo evitar así que Juana la Beltraneja fuera entronizada.
El 20 de abril de 1476 los Reyes Católicos emitieron un privilegio rodado a favor de su esposa Mencía Ramírez de Aguilera en el que se reconocía la hazaña del conde Diego de haber vencido a Enrique de Figueredo, caudillo desleal a la Corona que trató de tomar con otros rebeldes el castillo de Sabiote, propiedad del obispo de Jaén Íñigo Manrique de Lara.
Cinco años antes de su muerte, acaecida el 16 de agosto de 1481, y a pesar de su avanzada edad, estuvo en el cerco de Baeza en 1476. Fue enterrado en el convento de Santa Marta de Córdoba junto a su esposa María Carrillo.

## Matrimonios y descendencia
Casó en primeras nupcias con María Carrillo de Albornoz y Venegas, hija de Pedro Carrillo de Albornoz, IV señor de Santofimia, Torrefranca, el Guijo y el Viso, mariscal de Castilla, y de Beatriz Venegas, señora de los Alcaracejos. Nacieron de este enlace: 
- Pedro Fernández de Córdoba y Carrillo, que falleció en la infancia;[2][11]
- Diego Fernández de Córdoba y Carrillo de Albornoz[11] (m. 1487), quien heredó los estados de su padre y fue II conde de Cabra, II vizconde de Iznájar, III señor de Baena, mariscal de Castilla y alguacil mayor de Córdoba;[10][6]
- Martín de Córdoba y Carrillo (m. 28 de agosto de 1488), señor de Salzarejos,[11] Posadas, Peñaflor, la Reina y Torrecilla. Fue también alcalde de Santaella, alférez mayor, veinticuatro de Córdoba, caballero de la Orden de Santiago, casado en 1462 con María Ponce de León, I señora de los Donadíos de la Campana, progenitores de los marqueses de la Puebla de los Infantes y otros títulos;[2]
- Gómez de Córdoba,[11] fallecido sin descendencia;[12]
- Sancho de Córdoba-Rojas y Carrillo, señor de Nuño, I señor de Casa Palma, casado con Margarita de Lemos y Meira,[12] progenitores de los condes de Casa Palma[13][11]
- Gonzalo Carrillo de Córdoba,[11] guarda mayor de los reyes, comendador  de Argamasilla en la Orden de Calatrava,[12] caballero de la Banda, veinticuatro de Córdoba y capitán de la frontera, casado con Constanza de Cervantes;[14]
- Alonso Fernández de Córdoba;[11][12]
- María Carrillo de Córdoba,[11] mujer de Martín Alfonso de Córdoba, IV señor de Alcaudete[12] y Montemayor, abuelos del I conde de Alcaudete;
- Francisca Carrillo de Córdoba;[11][12]
- Beatriz Carrillo de Córdoba,[11] casó en Baena el 29 de junio de 1469 con Luis Portocarrero, VII señor de Palma de Río y de Almenara, sin sucesión;[12]
- Sancha Fernández de Córdoba, casada con Francisco Fernández de Córdoba y Benavides, V señor de Guadalcázar,[11][12] progenitores de los marqueses de Guadalcázar;[15]
- Juana de Córdoba,[11] monja jerónima[13] en el convento de las Dueñas, y luego de Santa María, Córdoba;
- Constanza de Córdoba,[11] igual que su hermana, monja jerónima[13] en el convento de las Dueñas, y luego de Santa María, Córdoba.

Casó en segundas nupcias con Mencía Ramírez de Aguilera, hija de Francisco Ramírez de Valenzuela y de Beatriz de Aranda, siendo padres de: 
- Luis Fernández de Córdoba, de quien descienden por la rama femenina los condes de Puertollano.[6] Fue  maestresala de los Reyes Católicos,[13] y de su hija Juana I de Castilla;
- Francisco Fernández de Córdoba, gentilhombre de cámara de Carlos I de España;[13]
- Luis Fernández de Córdoba y Ramírez de Aguilera;[13]
- Francisca de Córdoba, religiosa en el convento de Santa Marta (Córdoba) y después fundadora del monasterio de Baena;
- Mencía de Córdoba y Ramírez de Aguilera,[13] religiosa igual que su hermana, siendo además priora perpetua del de Baena.

Tuvo también dos hijos ilegítimos:
- Pedro Fernández de Córdoba;[13]
- Teresa Fernández de Córdoba.[13]